# HMCS Athabaskan (G07)
HMCS Athabaskan (G07) là một tàu khu trục lớp Tribal được hãng Vickers Armstrong ở Newcastle upon Tyne, Anh Quốc chế tạo cho Hải quân Hoàng gia Canada trong Chiến tranh Thế giới thứ hai. Nó là chiếc tàu chiến đầu tiên của Canada mang cái tên này.

## Lịch sử hoạt động
Vào năm 1943, Athabaskan đã hộ tống cho Đoàn tàu RA 55A tại Bắc Cực vốn đã tham gia vào Trận chiến mũi North thiết giáp hạm Đức Scharnhorst bị đánh chìm. Nó bị hư hại nặng bởi một quả bom lượn Henschel Hs 293, trong một cuộc săn đuổi chống tàu ngầm ngoài khơi mũi Ortegal trong vịnh Biscay vào ngày 27 tháng 8 năm 1943, nó bị loại khỏi vòng chiến trong hơn ba tháng. Chiếc tàu xà lúp HMS Egret đã bị đánh chìm trong cùng sự kiện này.
Athabaskan đã hoạt động tích cực trong khu vực eo biển Manche trước Chiến dịch Overlord, đánh chìm hay làm hư hại một số tàu đối phương. Nó bị mất trong eo biển Manche vào đêm 29 tháng 4 năm 1944 do trúng ngư lôi từ tàu phóng lôi Đức T-24. Hạm trưởng của nó, Thiếu tá Hải quân John Stubbs, tử trận trong đêm này khi ông từ chối để chiếc tàu chị em Haida kéo lên và bơi trở lại để tìm cách cứu thêm những người khác. 128 thành viên thủy thủ đoàn đã thiệt mạng cùng con tàu; 42 người sống sót đã được Haida cứu vớt, trong khi 83 người khác bị bắt làm tù binh. Athabaskan đắm ở tọa độ 48°43′B 4°32′T / 48,717°B 4,533°T.
Cũng có giả thuyết khác cho rằng Athabaskan bị đắm do trúng ngư lôi từ một xuồng phóng lôi Anh; hoặc con tàu chịu đựng một vụ nổ bên trong làm phá hủy con tàu. Tuy nhiên, do tình trạng quá kém của xác tàu đắm cũng như không có ghi chép đầy đủ của các con tàu khác ở cùng khu vực vào lúc nó bị đắm, hầu như không thể chứng minh các giả thuyết này.